# Róbert Antal
Róbert Antal (Budapest, 21 luglio 1921 – Toronto, 1º febbraio 1995) è stato un pallanuotista ungherese, vincitore di una medaglia d'oro all'olimpiade di Helsinki 1952.